# Marco Büchel
Marco Büchel (Walenstadt, 4 novembre 1971) è un ex sciatore alpino liechtensteinese.
Portabandiera del Liechtenstein durante la cerimonia di apertura dei XIX Giochi olimpici invernali di Salt Lake City 2002 e considerato una gloria nazionale al pari del calciatore Mario Frick, tra i suoi risultati vanta la medaglia d'argento in slalom gigante vinta ai Mondiali di Vail/Beaver Creek 1999 e quattro gare vinte in Coppa del Mondo.

## Biografia

### Stagioni 1988-1996
Originario di Balzers ma residente a Triesenberg, debuttò in campo internazionale ai Mondiali juniores di Madonna di Campiglio 1988. Esordì in Coppa del Mondo nel 1991, ai Giochi olimpici invernali ad Albertville 1992, dove si classificò 36º nel supergigante e non completò lo slalom gigante, e ai Campionati mondiali a Morioka 1993, non terminando la prova della combinata.
Ai XVII Giochi olimpici invernali di Lillehammer 1994 si piazzò 40º nella discesa libera, 32º nel supergigante, 33º nella combinata e non completò lo slalom gigante, mentre ai Mondiali della Sierra Nevada del 1996 fu 18º nello slalom gigante. Sempre nel 1996, il 14 febbraio, ottenne a Sankt Johann in Tirol la prima vittoria, nonché primo podio, in Coppa Europa.

### Stagioni 1997-2002
All'inizio della stagione 1996-1997 colse il primo piazzamento in Coppa del Mondo (21º nello slalom gigante di Sölden del 27 ottobre); in seguito partecipò ai Mondiali di Sestriere 1997, classificandosi 16º nella medesima specialità. Sempre in slalom gigante gareggiò anche ai XVIII Giochi olimpici invernali di Nagano 1998, chiudendo 14º.
Nella stagione 1998-1999 Büchel iniziò a cogliere piazzamenti del massimo rilievo sia in Coppa del Mondo, con il primo podio nello slalom gigante di Park City del 20 novembre (3º), sia soprattutto ai Campionati mondiali: a Vail/Beaver Creek 1999 vinse infatti la medaglia d'argento, sempre nello slalom gigante. Nella successiva rassegna iridata di Sankt Anton 2001 fu - ancora in slalom gigante - 9º, mentre non completò il supergigante; ai XIX Giochi olimpici invernali di Salt Lake City 2002, dopo essere stato portabandiera del Liechtenstein durante la cerimonia di apertura, si classificò 29º nella discesa libera, 13º nel supergigante e 17º nello slalom gigante.

### Stagioni 2003-2007
Nel 2003 disputò i Mondiali Sankt Moritz (18º nella discesa libera, 11º nel supergigante e 19º nello slalom gigante) e colse la sua prima vittoria in Coppa del Mondo, imponendosi nel supergigante della Kandahar di Garmisch-Partenkirchen del 23 febbraio; a fine stagione in Coppa del Mondo risultò al 2º posto nella classifica di supergigante. Nel 2004 ottenne a Hermagor-Pressegger See in slalom gigante l'ultima vittoria, il 20 febbraio, e l'ultimo podio (2º), il giorno successivo in Coppa Europa; l'anno dopo ai Mondiali di Bormio/Santa Caterina Valfurva 2005 fu 25º nella discesa libera e 5º nel supergigante, mentre nello slalom gigante non concluse la prima manche.
Ai XX Giochi olimpici invernali di Torino 2006 si piazzò 7º nella discesa libera e 6º nel supergigante, non terminando invece la prova di slalom gigante. Anche l'anno dopo, nella rassegna iridata di Åre 2007, gareggiò nelle stesse specialità: non concluse la discesa libera, mentre nel supergigante e nello slalom gigante si classificò in entrambi i casi al 10º posto. In Coppa del Mondo quella stagione fu la migliore della sua carriera, con il 7º posto nella classifica generale e il 2º in quella di discesa libera.

### Stagioni 2008-2010
Il 18 gennaio 2008 colse sulla Streifalm di Kitzbühel la sua ultima vittoria in Coppa del Mondo, in supergigante; nel 2009 ai Mondiali di Val-d'Isère, sua ultima partecipazione iridata, fu 4º nella discesa libera e 7º nel supergigante.

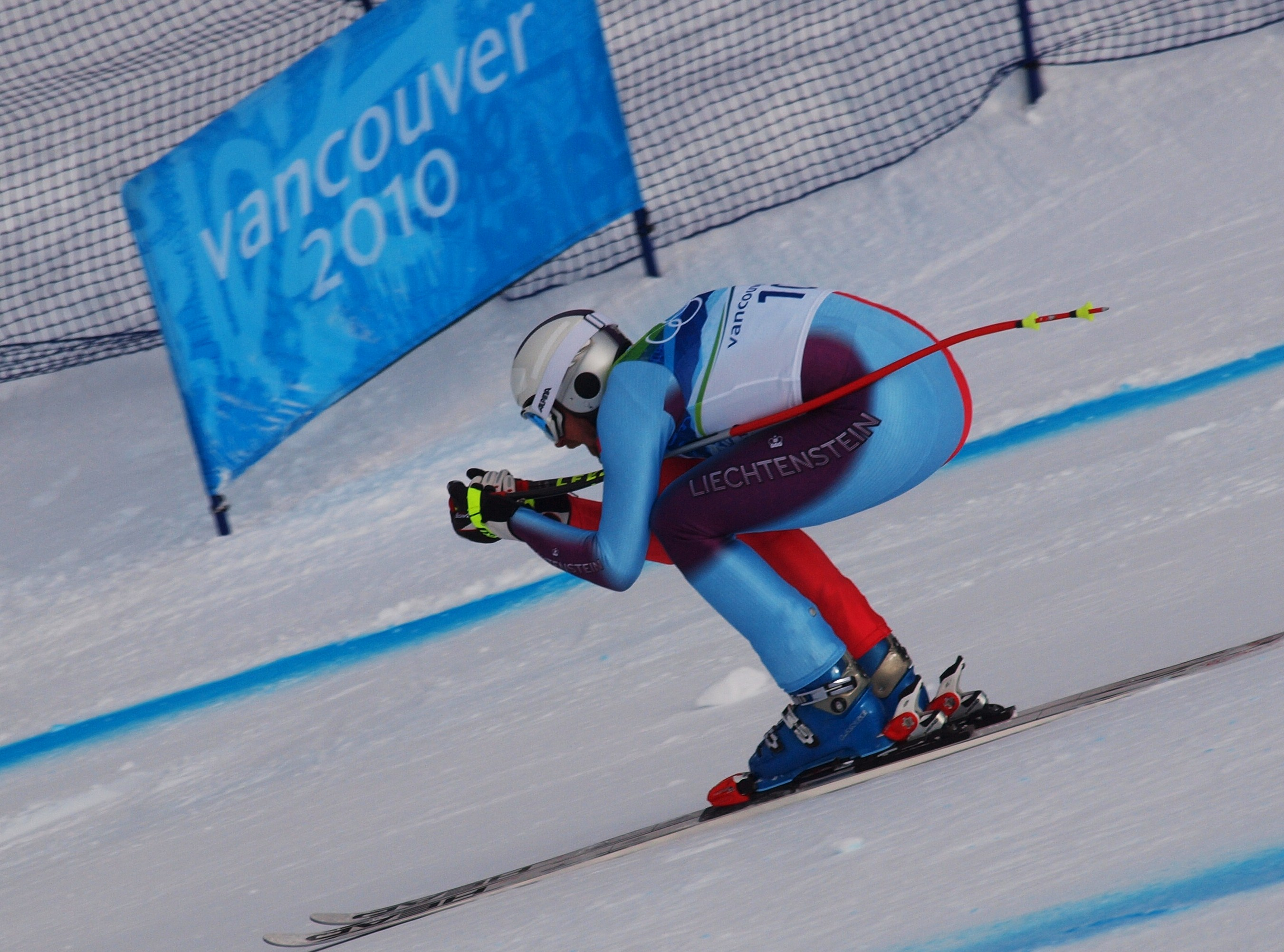
Marco Büchel impegnato nella discesa libera di

Nel corso della sua ultima stagione agonistica, 2009-2010, conquistò il suo ultimo podio in Coppa del Mondo (3º nella discesa libera della Lauberhorn di Wengen del 16 gennaio) e partecipò ai XXI Giochi olimpici invernali di Vancouver 2010, piazzandosi 8º nella discesa libera e non terminando il supergigante. Annunciò il suo ritiro il 10 marzo 2010, a oltre trentanove anni; la sua ultima gara in carriera fu il supergigante di Coppa del Mondo disputato a Garmisch-Partenkirchen il giorno seguente, affrontando la discesa in pantaloncini e giacca da smoking come ultima testimonianza della simpatia per la quale era noto nel Circo bianco, e chiudendo al 19º posto.

## Palmarès

### Mondiali
- 1 medaglia:
  - 1 argento (slalom gigante a Vail/Beaver Creek 1999)

### Coppa del Mondo
- Miglior piazzamento in classifica generale: 7º nel 2007
- 18 podi:
  - 4 vittorie (2 in discesa libera, 2 in supergigante)
  - 6 secondi posti
  - 8 terzi posti

#### Coppa del Mondo - vittorie
| Data             | Località               | Paese    | Specialità |
| ---------------- | ---------------------- | -------- | ---------- |
| 23 febbraio 2003 | Garmisch-Partenkirchen | Germania | SG         |
| 17 dicembre 2005 | Val Gardena            | Italia   | DH         |
| 25 novembre 2006 | Lake Louise            | Canada   | DH         |
| 18 gennaio 2008  | Kitzbühel              | Austria  | SG         |

Legenda:

DH = discesa libera

SG = supergigante

### Coppa Europa
- Miglior piazzamento in classifica generale: 45º nel 2004
- 6 podi:
  - 4 vittorie
  - 2 secondi posti

#### Coppa Europa - vittorie
| Data             | Località                | Paese    | Specialità |
| ---------------- | ----------------------- | -------- | ---------- |
| 14 febbraio 1996 | Sankt Johann in Tirol   | Austria  | GS         |
| 17 gennaio 1997  | Adelboden               | Svizzera | GS         |
| 9 gennaio 2002   | Tarvisio                | Italia   | SG         |
| 20 febbraio 2004 | Hermagor-Pressegger See | Austria  | GS         |

Legenda:

SG = supergigante

GS = slalom gigante

### Nor-Am Cup
- Miglior piazzamento in classifica generale: 55º nel 1999
- 1 podio:
  - 1 secondo posto

### Far East Cup
- 4 podi:
  - 1 vittoria
  - 1 secondo posto
  - 2 terzi posti

#### Far East Cup - vittorie
| Data         | Località    | Paese    | Specialità |
| ------------ | ----------- | -------- | ---------- |
| 6 marzo 1996 | Nozawaonsen | Giappone | GS         |

Legenda:

GS = slalom gigante

### Campionati liechtensteinesi
- 5 medaglie[5]:
  - 3 ori (slalom speciale, slalom gigante nel 1998; slalom gigante nel 1999)
  - 2 argenti (slalom gigante nel 1995; slalom speciale nel 1999)

### Campionati svizzeri
- 7 medaglie[5][6]:
  - 3 ori (discesa libera, slalom gigante, combinata[senza fonte] nel 2000)
  - 1 argento (slalom gigante nel 2001)
  - 3 bronzi (slalom gigante nel 1998; supergigante nel 1999; discesa libera nel 2006)